# Тайна «Чёрных дроздов»
«Тайна „Чёрных дроздов“» — советский художественный фильм 1983 года, детектив. Снят по роману Агаты Кристи «Карман, полный ржи» (1953).

## Сюжет
Действие фильма происходит в Великобритании в 1980-е годы. При загадочных обстоятельствах в своём доме отравлен промышленник-миллионер и глава семейства Джордж Фортескью. Перед смертью ему кем-то на стол были подброшены мёртвые птицы — чёрные дрозды. Затем убивают горничную. Внезапно из-за границы возвращается его младший сын Ланселот, бывший в ссоре с отцом. Расследование осложняется тем, что всем членам семьи так или иначе была выгодна смерть Джорджа Фортескью. Инспектору Нилу и мисс Марпл путём хитроумной комбинации удаётся выяснить, что убийца — младший сын миллионера, мечтающий завладеть урановым рудником «Чёрные дрозды».

## В ролях
- Ита Эвер — мисс Марпл
- Владимир Седов — инспектор Нил
- Всеволод Санаев — Джордж Фортескью
- Любовь Полищук — Адель Фортескью
- Юрий Бeляев — Персиваль Фортескью
- Елена Caнaeвa — Дженнифер Фортескью
- Aндpeй Xapитoнов — Ланс Фортескью
- Haталья Даниловa — Пэт Фортескью
- Елена Ивочкина — Элейн Фортескью
- Эльза Радзиня — Эффи Рамсботтом
- Александр Пятков — сержант Хэй
- Алла Чернова — Мэри Доу, домоправительница
- Ирина Мазуркевич — Глэдис Мартин
- Борис Новиков — дворецкий Кремп
- Taмapa Hocoвa — миссис Кремп
- Владимиp Зельдин — комиссар полиции
- Mapия Бapaбановa — миссис Маккензи
- Лембит Ульфсак — Джеральд Райт
- Юрий Mopoз — Вивиан Дюбуа
- Нина Агапова — миссис Гриффит
- Вероника Изотова — мисс Гровнер
- Светлана Немоляева — хозяйка пансионата Долли Смит
- Эрменгельд Коновалов — садовник Стин
- Владимир Востриков — профессор Бернсдорф

## Съёмочная группа
- Режиссёр-постановщик: Вадим Дербенёв
- Авторы сценария: Валентина Колодяжная, Елизавета Смирнова
- Оператор-постановщик: Николай Немоляев
- Художник-постановщик: Давид Виницкий
- Композитор: Виктор Бабушкин

## Музыка
Музыка фильма написана Виктором Бабушкиным. Песню «What is the Love?» исполнили Андрей Макаревич и Оксана Шабина.

## Место съёмок
Основная часть съёмок фильма прошла в Эстонской ССР. В качестве дома семьи Фортескью использована мыза Вазалемма. Водопад и парк для прогулок снимали в Кейла-Иоа. Место встречи мисс Марпл и Ланселота — парк Кадриорг в Таллине. Уличные сцены Лондона из-за отсутствия официального разрешения сняты на скрытую ручную видеокамеру. Офис фирмы Фортескью снят в интерьерах Совинцентра (ныне Центр Международной торговли) в Москве.
В сцене ареста Ланса Фортескью на выходе из парка, на заднем плане у входа в парк виден плакат-афиша с названием пьесы «Мышеловка» и указанием автора Агаты Кристи (на английском языке).